# Zurab Datunashvili
Zurab Datunashvili (in georgiano ზურაბ დათუნაშვილი?; in serbo Зураб Датунашвили?; Tbilisi, 18 giugno 1991) è un lottatore georgiano naturalizzato serbo.

## Biografia
È nato nella capitale georgiana ed ha lottato per la nazione natale sino al 2018.
Nell'aprile 2012 ha vinto il torneo di qualificazione olimpica dei 74 chilogrammi disputato a Sofia, battendo in finale il danese Mark Madsen, garantendosi un posto all'Olimpiade.
Ha quindi rappresentato la Georgia a Londra 2012, dove ha superato Kim Jin-hyeok nel turno qualificatorio e Ben Provisor agli ottavi di finale ed è stato estromesso dall'azero Emin Əhmədov ai quarti, terminando al settimo posto.
Agli europei di Tbilisi 2012 ha ottenuto il suo primo podio internazionale, perdendo in finale il torneo dei 74 chilogrammi contro il russo Roman Vlasov.
È stato convocato ai Giochi europei di Baku 2015, dove ha perso contro Chingiz Labazanov l'incontro per il bronzo.
Ai Giochi olimpici di Rio de Janeiro 2016 è stato eliminato al primo turno dal kazako Doszhan Kartikov.
Si è laureato campione continentale gli europei di Riga 2016 e Novi Sad 2017.
Dal 2020 concorre per la Serbia.
L'8 maggio 2021 ha battuto il campione olimpico in carica Davit Čakvetadze nella semifinale del torneo mondiale di qualificazione olimpica, guadagnando un pass per Tokyo 2020. Ai Giochi ha vinto la medaglia di bronzo dopo aver superato l'algerino Bachir Sid Azara al primo turno dei ripescaggi e il croato Ivan Huklek nella finale per il terzo gradino del podio; era stato estromesso dal tabellone principa del torneo degli 87 kg agli ottavi dall'ucraino Žan Belenjuk, poi vincitore dell'oro.
Nell'ottobre dello stesso anno è divenuto campione iridato ai mondiali di Oslo 2021, battendo in finale il bielorusso Kiryl Maskevič. Ai mondiali di Belgrado 2022 ha vinto nuovamente il titolo iridato, superando il danese Turpal Bisultanov in finale.

## Palmarès
| Anno                            | Manifestazione  | Sede           | Evento | Risultato | Note |
| ------------------------------- | --------------- | -------------- | ------ | --------- | ---- |
| In rappresentanza della Georgia |                 |                |        |           |      |
| 2012                            | Giochi olimpici | Londra         | 74 kg  | 7º        |      |
| 2013                            | Europei         | Tbilisi        | 74 kg  | Argento   |      |
| 2014                            | Europei         | Vantaa         | 75 kg  | 15°       |      |
| 2014                            | Mondiali        | Tashkent       | 75 kg  | 5°        |      |
| 2015                            | Giochi europei  | Baku           | 74 kg  | 5º        |      |
| 2016                            | Giochi olimpici | Rio de Janeiro | 75 kg  | 18º       |      |
| 2016                            | Europei         | Riga           | 75 kg  | Oro       |      |
| 2017                            | Europei         | Novi Sad       | 80 kg  | Oro       |      |
| 2017                            | Mondiali        | Parigi         | 80 kg  | 5°        |      |
| 2018                            | Europei         | Kaspijsk       | 82 kg  | 8º        |      |
| In rappresentanza della Serbia  |                 |                |        |           |      |
| 2020                            | Europei         | Roma           | 87 kg  | 11º       |      |
| 2021                            | Europei         | Varsavia       | 87 kg  | Oro       |      |
| 2021                            | Giochi olimpici | Tokyo          | 87 kg  | Bronzo    |      |
| 2021                            | Mondiali        | Oslo           | 87 kg  | Oro       |      |
| 2022                            | Europei         | Budapest       | 87 kg  | 8º        |      |
| 2022                            | Mondiali        | Belgrado       | 87 kg  | Oro       |      |

## Altre competizioni internazionali
2020
- Bronzo negli 78 kg nella Coppa del mondo individuale ( Belgrado)